# Tour royale
La Tour royale, également nommée Grosse Tour, est une tour à canons édifiée à Toulon à la pointe de Pipady, au début du XVIe siècle (1514) à l'initiative de Louis XII, afin de protéger la rade des intrusions ennemies.

## Contexte historique
C'est le premier ouvrage d'une longue série de forts destinés à protéger ce lieu stratégique qu'est la rade de Toulon, où est concentrée aujourd'hui une bonne partie de la flotte de guerre française. Le cap de la Manègue fut choisi de manière judicieuse pour cet ouvrage militaire remarquable.

## Construction et aménagements
En 1513, le roi Louis XII ordonna la construction d'une fortification à l'entrée du port de Toulon. L'ingénieur italien Jean-Antoine de la Porta fut choisi pour son expérience. Les travaux de terrassement débutèrent immédiatement et la construction dura dix années. L'ouvrage couta trente mille florins et fut financé majoritairement par le roi, ce qui explique son nom de Tour royale.
Sa forme circulaire, en forme de tour, lui donna son nom de Grande Tour ou Grosse Tour. La tour mesure en effet soixante mètres de diamètre et ses murs font sept mètres d'épaisseur. La tour présente un noyau central, comprenant des locaux sur trois étages, une batterie casematée et une plate-forme supérieure. Les salles sont voûtées et le noyau central est servi par un pont-levis. L'ensemble dispose de deux citernes.
La portée de ses canons lui interdisant de verrouiller totalement l'accès de la rade, elle fut complétée, un siècle et demi plus tard, par le fort Balaguier et le fort de l'Éguillette, situés en vis-à-vis, sur le territoire de La Seyne-sur-Mer.

## Affectations successives
À peine achevée, en 1524, la tour est livrée aux impériaux par son commandant Jehan du Mottet, pour seulement cinq cents écus. Réarmée par le roi de France, la tour résiste à la flotte de Charles Quint, qui jette l'ancre dans la rade en 1536.
En 1543, à la suite de l'alliance de François Ier avec le sultan Soliman le Magnifique, la flotte turque s'installe à Toulon pour y hiverner. Toute l'artillerie des remparts est mise en sécurité dans la Tour tandis  que la ville est évacuée par ordre du roi.
En 1572, après les terribles massacres de la Saint Barthélémy, le commandant Nicolas de Pignan donne asile aux familles protestantes toulonnaises dans la Grosse Tour.
En 1596, durant les troubles de la Ligue, le commandant du château d'If, resté fidèle à Henri IV, y rencontre le duc de Guise, gouverneur de Provence, afin de s'entendre sur la façon de chasser les Espagnols et ligueurs de Marseille, qui s'était déclarée République Indépendante.
Dans son "Mémoire sur les fortifications de Toulon" daté de 1679, Vauban considère la Grosse Tour comme une "très belle pièce à plusieurs étages et batteries" mais inachevée. À partir de 1680 des aménagements sont effectués et le programme défensif souhaité par Vauban sera en partie effectué après son "Mémoire" de 1701 (donjon, parapet, mur formant chemin de ronde, etc.).
En 1707, lors du siège de Toulon, elle participera activement à la défense du port mais ne sera pas attaquée. 
Dans la seconde moitié du XVIIIe siècle, sa vocation défensive diminuant, la Grosse Tour devient vite une prison sordide où les insurgés politiques, les paolistes corses et tous les révolutionnaires croupissent dans des conditions terribles. L'espérance de vie n'y est que de quelques mois.
Lors du départ pour la campagne d'Égypte en 1798, Joséphine de Beauharnais salue depuis la plate-forme les deux cents navires de l'expédition. L'année suivante, Napoléon Bonaparte ordonne des réparations du bâtiment.
En 1819, le pont levis est remplacé par un pont dormant. En 1825, la chapelle est supprimée et le cimetière désaffecté. Dans les années 1840, on renforce l'armement de la Tour.
À la fin du XVIIIe siècle, son rôle stratégique s'estompe peu à peu, d'autres forts, plus efficaces, notamment le fort Lamalgue, l'ayant remplacée. Elle remplit ensuite surtout la fonction de prison et d'entrepôt militaire. Au cours de la guerre franco-allemande de 1870, elle abrite l'or de la Banque de France. 

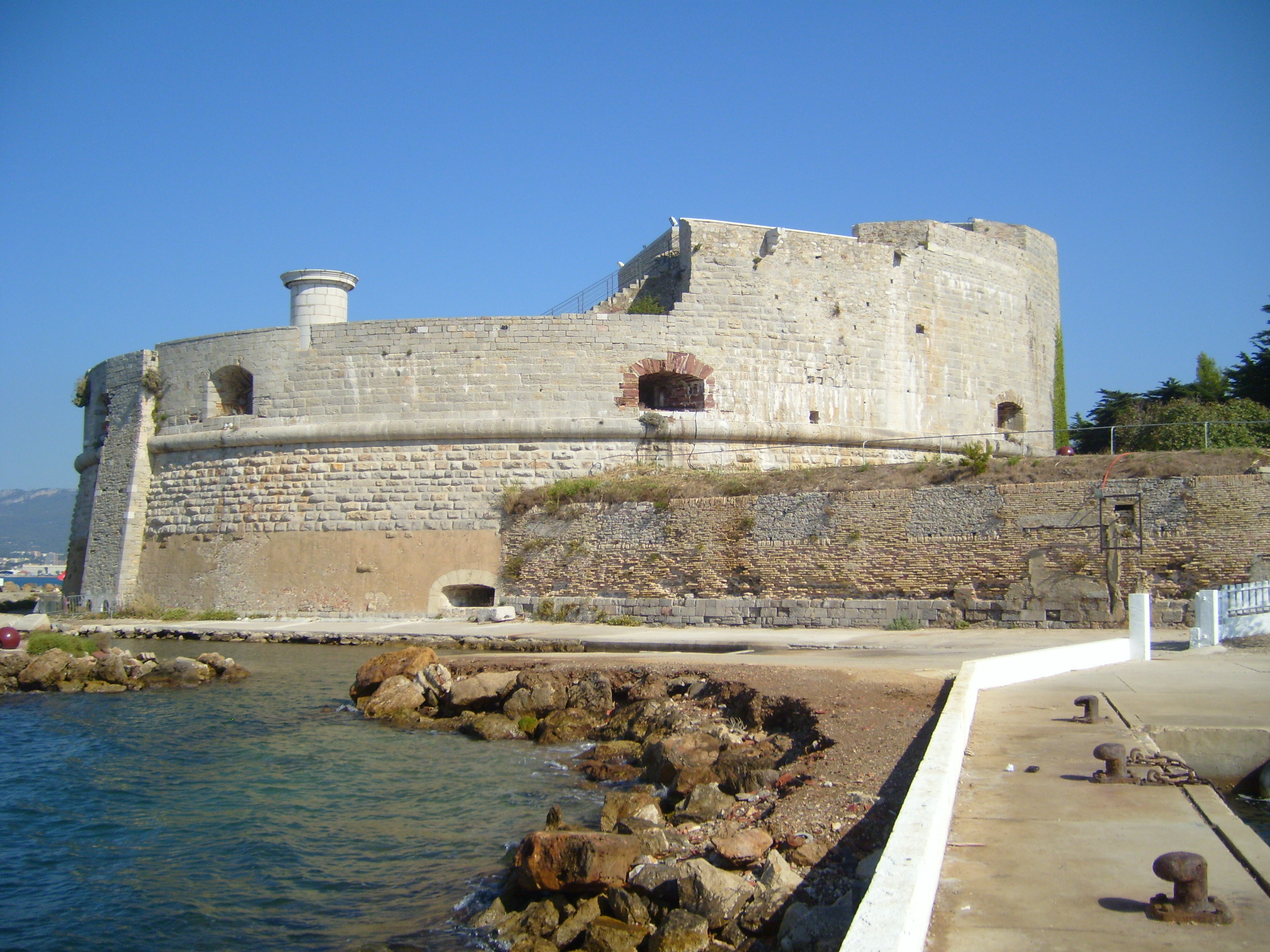
La Tour royale

Durant la guerre de 1914-1918, de nombreux prisonniers de guerre allemands y sont internés. En même temps elle sert de casernement aux contingents attendant de rejoindre le front. Pendant la Seconde Guerre Mondiale, la Tour est occupée par les Allemands avec une garnison et elle est très endommagée par les bombardements de 1943-1944.
En 1951, elle est reconvertie en une annexe du musée national de la Marine, avant de rentrer dans le patrimoine communal, le 19 octobre 2006. La ville de Toulon, qui l'a rachetée, l'ouvre au public pour des visites gratuites.
La Tour royale est classée monument historique le 11 avril 1947.

## Parc paysager de la Tour royale
Un parc paysager, le parc de la Tour Royale, a été aménagé sur anciens terrains militaires situés au nord de la tour et rachetés par la commune, permettant des promenades en bord de mer. Il est aussi un lieu de souvenir, et l'on y trouve le mémorial des sous-mariniers français disparus en mer ou morts en service, érigé en 2009, ainsi que le bathyscaphe FNRS III qui a établi un record du monde de plongée abyssale à 4 000 mètres de profondeur en 1954.

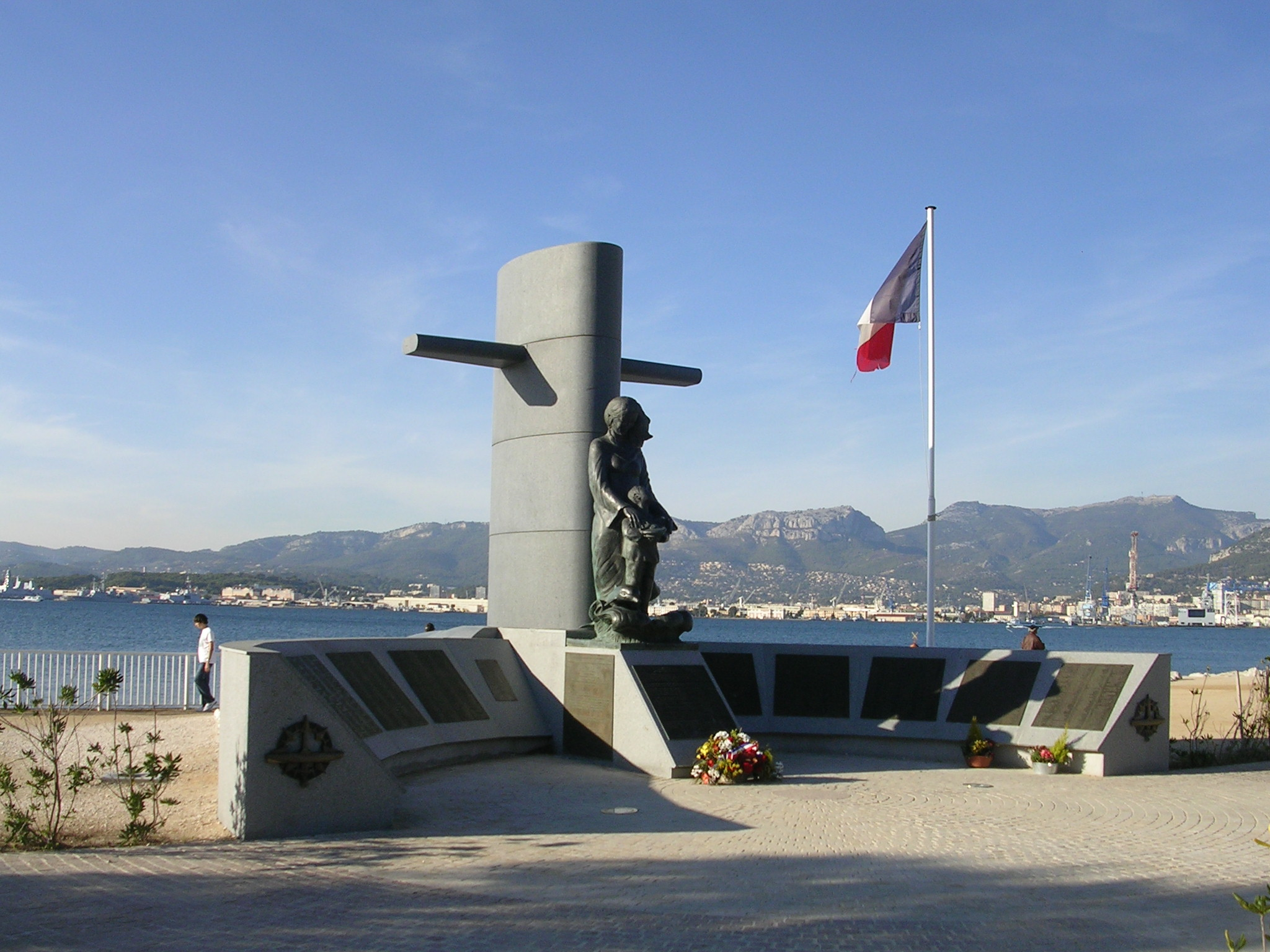
Monument national des sous-mariniers en 2010.
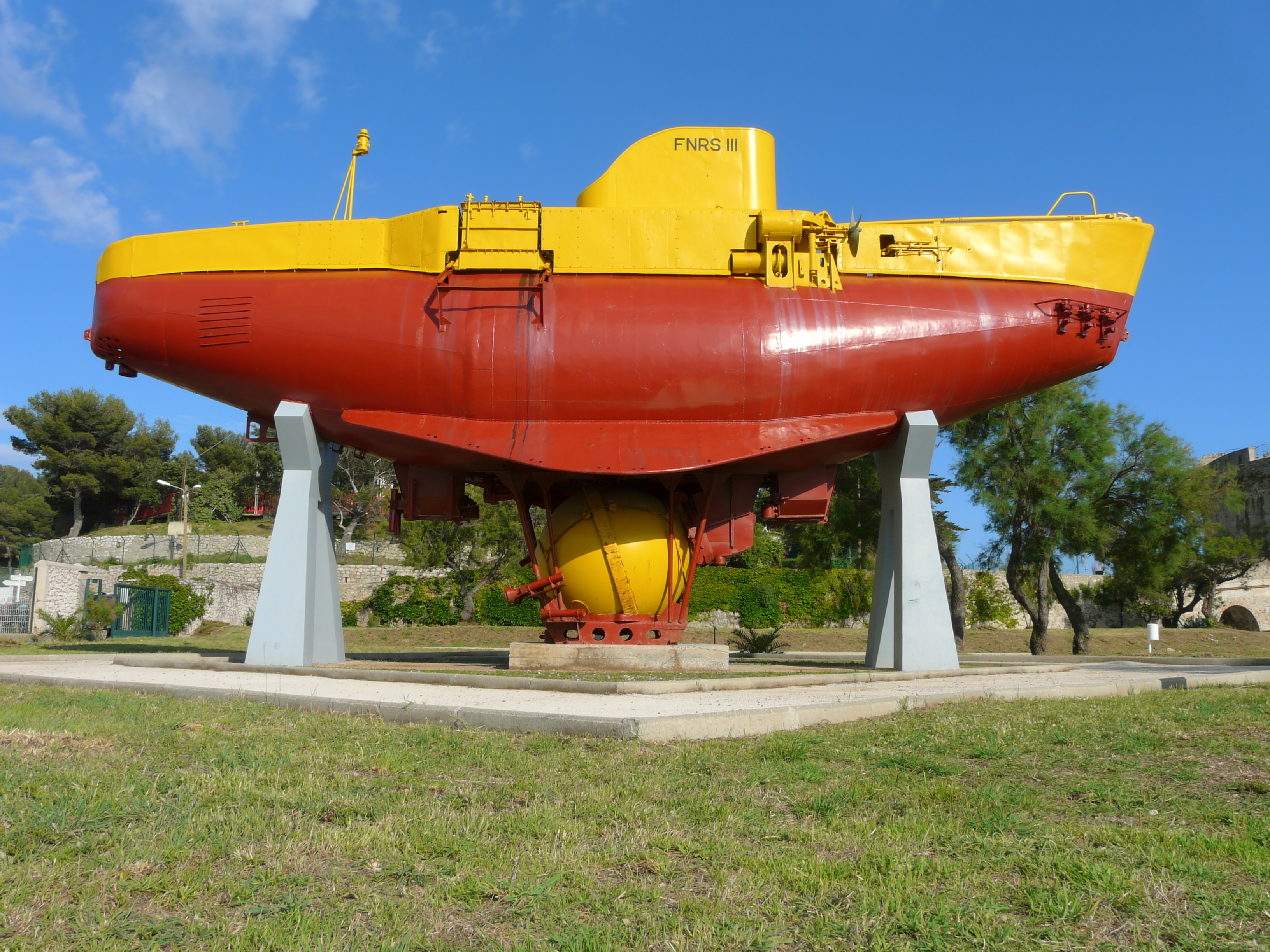
Bathyscaphe FNRS-3.